# Hiperostose porótica
Hiperostose Porótica é o espessamento e porosidade excessiva de certos ossos do corpo, especialmente os do crânio. Embora não seja uma doença em si, ela é frequentemente utilizada como um indicador de estresse fisiológico em populações antigas, sendo um importante marcador para estudos paleopatológicos. Em conjunto com a Cribra Orbitália (CO) e a Hipoplasia Linear de Esmalte (HLE) são considerados Marcadores Inespecíficos de Estresse (MIE).

## Causas
A causa principal da Hiperostose Porótica (HP) está ligada a deficiências nutricionais, particularmente a anemia ferropriva. A falta de ferro no organismo impede a produção adequada de glóbulos vermelhos, levando a uma redução na capacidade de transportar oxigênio para os tecidos.
Tanto a HP quanto a CO são alterações que ocorrem devido à expansão da medula hematopoiética e têm sido amplamente relacionadas também com anemias congênitas (talassemia e falciforme). Em resposta a essa condição, o corpo pode produzir alterações ósseas como a hiperostose porótica.
Doenças infecciosas prolongadas podem levar a um estado inflamatório crônico. Algumas infecções, como a tuberculose, podem desencadear processos inflamatórios que afetam a formação óssea.

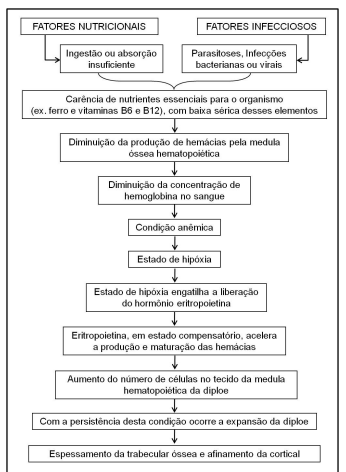
Esquema de desenvolvimento da condição anêmica adquirida e desenvolvimento da HP e CO (Fonte: Giusto, 2017).

Estudos em restos esqueletais de indivíduos da Capela de Nossa Senhora do castelo , Vila Velha do Ródão em Portugal, analisados por Sônia Codinha, mostraram a presença de Hiperostose Porótica devido ao Escorbuto.
Outras possíveis causas incluem:

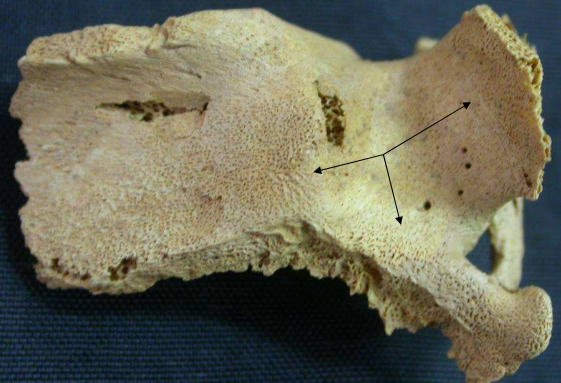
Lesões poróticas na grande asa do esfenóide do não adulto designado por inumação. FONTE: CODINHA, 2008. P.6

- Distúrbios endócrinos: Alterações hormonais podem interferir no metabolismo ósseo.
- Outras doenças: Doenças hematológicas e distúrbios metabólicos também podem estar relacionados ao desenvolvimento da hiperostose porótica.

## Diagnóstico e tratamento
O diagnóstico da Hiperostose Porótica é feito na análise visual de restos esqueletais humanos, geralmente em estudos antropológicos ou arqueológicos. Não há tratamento específico para essa condição, uma vez que ela geralmente é uma evidência de um processo patológico ocorrido no passado. Os ossos afetados apresentam um aspecto esponjoso e poroso, com pequenas cavidades visíveis a olho nu. As áreas mais comumente afetadas incluem:
- Órbitas oculares: A Cribra Orbitália é uma forma de Hiperostose Porótica que se manifesta como pequenas perfurações nos ossos das órbitas.
- Crânio: O espessamento e a porosidade do crânio são outros sinais característicos da condição.
- Ossos longos: Em casos mais severos a Hiperostose Porótica pode afetar os ossos longos, como o fêmur e a tíbia.

## Importância da hiperostose porótica em estudos arqueológicos
A hiperostose porótica é informativa sobre as condições de vida de populações antigas. A presença dessa condição em um grande número de indivíduos de uma determinada população pode indicar:
- Dieta pobre: Uma dieta deficiente em ferro é um dos principais fatores de risco para o desenvolvimento da hiperostose porótica.
- Condições de vida insalubres: Infecções crônicas e doenças parasitárias, frequentemente associadas a condições de vida precárias, podem contribuir para o desenvolvimento da condição.
- Grande estresse fisiológico: A hiperostose porótica é considerada um marcador de estresse fisiológico crônico, podendo indicar períodos de fome, doenças ou conflitos.

Em resumo, a hiperostose porótica é uma alteração óssea que reflete o estresse fisiológico experimentado por indivíduos no passado. Seu estudo contribui para uma melhor compreensão das condições de vida e saúde de populações antigas.
Observação: Embora a Hiperostose Porótica seja mais frequentemente encontrada em estudos de esqueletos antigos, é importante ressaltar que ela também pode ocorrer em populações modernas, especialmente em regiões com altos níveis de pobreza e desnutrição.

## Ver tamém
- Criba orbitalia
- Paleopatologia
- Antropologia biológica